# Camassia scilloides
Espèce
Synonymes
- Camassia esculenta (Ker Gawl.) B.L.Rob.[1]
- Camassia esculenta (Raf.) Cory[2]
- Camassia fraseri Torr.[1]
- Camassia hyacinthina (Raf.) E.J.Palmer & Steyerm.[1]
- Camassia scilloides f. candida McGregor[1]
- Cyanotris scilloides Raf.[1] [3]
- Lemotrys hyacinthina Raf.[1]
- Ornithogalum nuttallianum Kunth[1]
- Ornithogalum texanum Scheele[1]
- Oxytria texana (Scheele) Pollard[1]
- Phalangium luteum Nutt.[1]
- Quamasia hyacinthina (Raf.) Britt.[2]
- Quamasia hyacinthina (Raf.) Britton[1]
- Quamasia scilloides (Raf.) Raf.[1]
- Schoenolirion texanum (Scheele) A.Gray[1]
- Scilla esculenta Ker Gawl.[1]
- Scilla fraseri (Torr.) A.Gray[1]
- Stilla carolinensis W.Young[1]

Camassia scilloides est une espèce de plantes à fleurs de la famille des Asparagaceae. C'est une vivace herbacée originaire de la moitié Est de l'Amérique du Nord, y compris l'Ontario et de l'Est des États-Unis.
Il produit des inflorescences jusqu'à un demi-mètre de hauteur, à partir d'un bulbe de 1 à 3 centimètres de large. Il a quelques feuilles qui ont une longueur allant jusqu'à 60 centimètres. Les fleurs ont des tépales bleu clair ou blanchâtres et des anthères jaunes. La capsule est verte ou brune peut mesurer jusqu'à un centimètre.
Les Amérindiens ont utilisé les bulbes comme nourriture sous les formes crue, cuite, grillée, bouillie ou séchée.